# Шаффер, Франк
Франк Ша́ффер (нем. Frank Schaffer; 23 октября 1958, Айзенхюттенштадт) — восточногерманский легкоатлет серебряный и бронзовый призёр Олимпийских игр.

## Карьера
На Олимпийских играх в Москве Шаффер завоевал бронзовую медаль в беге на 400 метров и серебряную в эстафете 4×400 вместе с Клаусом Тиле, Андреасом Кнебелем и Фолькером Беком.